# Embraer EMB 312 Tucano
Embraer EMB 312 Tucano – samolot treningowy brazylijskiej firmy Embraer. Samolot zdobył dużą popularność na całym świecie. W 1996 roku oblatano nowy model Embraer EMB 314 Super Tucano.

## Wojskowi operatorzy
- Angola 14 samolotów (6 samolotów sprzedano do Peru)
- Argentyna 30 samolotów
- Brazylia 151 samolotów
- Kolumbia 14 samolotów
- Dominikana 10 samolotów
- Egipt 54 samoloty
- Francja 50 samolotów
- Gwatemala 10 samolotów
- Honduras 12 samolotów
- Iran 15 samolotów
- Irak 80 samolotów
- Paragwaj 6 samolotów
- Peru 30 samolotów (6 kupionych od Angoli)
- Wenezuela 31 samolotów

Short Tucano:
- Wielka Brytania 130 Short Tucano T1
- Kenia 12 Short Tucano Mk 51
- Kuwejt 16 Short Tucano Mk 52

## Podobne samoloty
- Pilatus PC-7
- Pilatus PC-9
- PZL-130 Orlik
- Beechcraft T-6 Texan II